# Navoloki
Navoloki è una città della Russia europea centrale (oblast' di Ivanovo); appartiene amministrativamente al rajon Kinešemskij.
Sorge sulla sponda destra del fiume Volga, 120 chilometri a nordest del capoluogo Ivanovo.